# Філіп (герцог Пармський)
Філіп I (ісп. Felipe I de Borbón; 15 березня 1720, Мадрид, Іспанія — 18 липня 1765, Алессандрія, П'ємонт) — іспанський інфант, герцог Пармський, П'яченцький і Гуастальський (1748—1765) з династії іспанських Бурбонів. Син короля Іспанії Філіпа V та його другої дружини Ізабелли Фарнезе. Засновник Пармської лінії Бурбонів.

## Біографія
Мати Філіпа, Ізабелла Фарнезе, була єдиною дитиною герцога Парми і П'яченци Одоардо і, одружившись, вона передала права на пармський престол Іспанським Бурбонам.
Філіп виріс у Мадриді і з дитинства виявляв більше інтересу до мистецтва, ніж до політики. У 1739 році Філіп одружився з Луїзою Єлизаветою Французькою (1727—1759), дочкою Людовика XV і Марії Лещинської.
1731 року герцогом Парми і П'яченци став старший брат Філіпа, Карлос, але в 1735 році, після Війни за польську спадщину, він провів з Габсбургами обмін територіями, обмінявши герцогство на Неаполь і Сицилію. Але за Аахенським мирним договором 1748 року Австрія втратила Парму і П'яченцу і Гуастальське князівство. Герцогський титул повернувся до іспанських Бурбонів і його отримав Філіп.
Після декількох років війни герцогство було в жалюгідному стані, і щоб підняти економіку, за рекомендацією французького короля Людовика XV, Філіп I призначив міністром Гійома дю Тійо, маркіза де Феліно. Він підтримував розвиток навчання, відкрив публічні школи. У його правління Парму відвідали багато відомих енциклопедистів, учителем його спадкоємця, Фердинанда, був Етьєн де Кондільяк. 1761 року фундував в Пармі першу публічну бібліотеку, основою для якої стала приватна бібліотека, що дісталася герцогу після смерті кардинала Доменіко Пассіонеї.
Помер Філіп I Пармський 18 липня 1765 в Алессандрії, куди супроводжував на весілля свою дочку Марію Луїзу. Його титул та володіння успадкував син Фердинанд.

## Родина
Дружина — Луїза Єлизавета Французька (1727—1759), дочка Людовика XV і Марії Лещинської.
Діти:
- Ізабелла (1741—1763) — дружина імператора Йосифа II;
- Фердинанд (1751—1802) — наступний герцог Пармський;
- Марія Луїза (1751—1819) — дружина короля Іспанії Карла IV.